# 김완 (1546년)
김완(金浣, 1546년~1607년)은 조선 중기의 무신이다. 본관은 경주이며 자는 언수(彦粹), 호는 사성당(思誠堂)이다. 

## 생애
1546년 영천에서 태어났고, 무과에 급제하여 선전관에 올랐다. 1591년 전라좌수영 소속 사도 첨절제사(蛇渡僉事)로 제수되었다.
임진왜란 당시 옥포 해전과 당포 해전에서 우척후장(右斥候將), 한산도 대첩과 부산포 해전에서는 척후장으로 활약하였다. 후일 대병장(代兵將)으로도 활약하며 이순신이 참전한 주요 해전에 참가해 전공을 세워 절충장군(折衝將軍)에 올랐다. 이순신이 원균의 모함을 받아 파직을 당하자 권준과 같은 장수들이 사직을 했음에도 불구하고 원균을 보좌하였다.
칠천량 해전에서 조방장이 되어 전투 중 일본 수군에게 포로로 사로잡혀 일본으로 압송됐지만 탈출해 귀국하였다. 선조로부터 해동소무(海東蘇武)라는 어필을 하사받고, 함안군수에 임명되었으며, 1607년 고향으로 돌아와 그곳에서 사망하였다.
후일 원종훈1등(原從勳一等)에 책록되었으며, 그의 고향인 경북 영천군 임고면 삼매리에는 이 충무공과 김완을 추모하기 위해 동인각(東麟閣)이 세워져 있다. 동인각은 정조 9년(1785년) 5월 소실되어 정조 11년(1787년) 재건되었으며, 1960년 자양면 성곡동으로 이전·복원하였으나 영천댐 수몰지구가 되어 1976년 7월 현 위치로 이전·복원되었다.

## 대중 문화
2004년 KBS 드라마 불멸의 이순신에서 배우 박철민이 연기하였는데, 유창한 전라도 사투리를 구사하면서 코믹 전담 캐릭터로 묘사되어 경주 김씨 문중으로부터 항의를 받았다.
2022년 영화 한산: 용의 출현에서는 배우 김구택이 연기했다.